# Friedrich Adolf Ebert

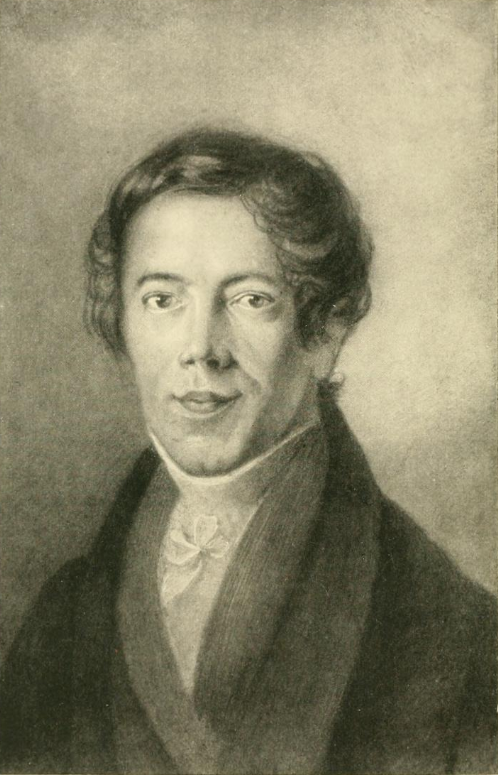
Friedrich Adolf Ebert, 1827

Friedrich Adolf Ebert, auch Friedrich Adolph Ebert (* 9. Juli 1791 in Taucha; † 13. November 1834 in Dresden) war ein deutscher Bibliothekar und Bibliograph.

## Leben
Er studierte ab 1808 an der Universität Leipzig zunächst Theologie, später dann Philologie, und promovierte 1812 in Wittenberg. Ab 1814 war er im Bibliothekswesen tätig. Ab 1823 leitete er die Herzog August Bibliothek in Wolfenbüttel, von 1825 bis zu seinem Tode (er starb infolge eines Sturzes von einer Bücherleiter) war er Direktor der Königlichen Öffentlichen Bibliothek in Dresden.
Ebert setzte sich für die Anerkennung eines eigenständigen bibliothekarischen Berufs ein und entwickelte Anforderungen für die Ausbildung (Die Bildung des Bibliothekars, Leipzig 1820). Außerdem war er wissenschaftlich tätig, so arbeitete er ab 1819 an den Monumenta Germaniae Historica mit.
Sein umfangreichstes Werk ist die Bibliographie Allgemeines bibliographisches Lexikon (2 Bände, 1821–1830), in dem er alle für die wissenschaftliche Arbeit bedeutenden Werke zu erfassen versuchte. Er sah es als Aufgabe eines möglichst umfassend gebildeten Bibliothekars an, Wichtiges von Unwichtigem zu unterscheiden. In seiner Vorrede schreibt er:

„Die Bibliographie ist in ihrem weitern Umfange der Codex diplomaticus der Literar-Geschichte, der sicherste Grad- und Höhenmesser der literarischen Cultur und Thätigkeit (…) In obiger Ausdehnung erkennt sie keine andere Grenze an, als diejenige, welche ihr entweder der reine wissenschaftliche Werth oder das historische Interesse der literarischen Productionen aller Zeitalter und Nationen setzt. Was beider entbehrt, kann vielleicht noch ein örtliches oder noch specielleres Interesse haben; aber es gehört der Bibliographie als Wissenschaft nicht mehr an, und es war, auch abgesehen von den unüberwindlichen äußern Hindernissen, unverkennbarer Schwachsinn, wenn einige Gelehrte von einer allgemeinen Bibliographie träumten, in welcher kein Compendium, kein Pamphlet und keine Versesammlung übergangen werden sollte.“

Auch wenn spätere Bibliographen diesen Ansatz nicht teilten, gilt seine Bibliographie wegen ihrer gründlichen und sorgfältigen Erarbeitung als Meilenstein.
Sein Sohn Adolf Ebert war Literaturhistoriker und Romanist.
Zusammen mit Martin Schrettinger gilt Ebert als Begründer der Bibliothekswissenschaft.

## Werke (unvollständig)
- Die Bildung des Bibliothekars. Vollständ. Faks.-Ausg. der 2. Aufl. von 1820. Harrassowitz, Leipzig 1958 (Digitalisat).
- Ueberlieferungen zur Geschichte, Literatur und Kunst der Vor- und Mittelwelt. Ersten Bandes erstes Stück. Dresden 1826 (Digitalisat in der Google-Buchsuche).